# Ent-caurene ossidasi
La ent-caurene ossidasi è un enzima appartenente alla classe delle ossidoreduttasi, che catalizza la seguente reazione:
ent-caur-16-ene + NADPH + H+ + O2 ⇄ ent-caur-16-en-19-olo + NADP+ + H2O
ent-caur-16-en-19-olo + NADPH + H+ + O2 ⇄ ent-caur-16-en-19-ale + NADP+ + 2 H2O
ent-caur-16-en-19-ale + NADPH + O2 ⇄ ent-caur-16-en-19-oato + NADP+ + H2O
L'enzima richiede citocromo P450. Catalizza tre successive ossidazioni del gruppo 4-metile dell'ent-caurene generando acido caurenoico.